# Liste der Baudenkmale in Nortrup
In der Liste der Baudenkmale in Nortrup sind alle Baudenkmale der niedersächsischen Gemeinde Nortrup mit den Ortsteilen Loxten und Suttrup aufgelistet. Die Quelle der Baudenkmale ist der Denkmalatlas Niedersachsen. Der Stand der Liste ist der 11. Dezember 2024.
Der Denkmalatlas ist in diesem Bereich noch nicht vollständig und wird in Zukunft weiter ausgebaut.

## Allgemein
In den Spalten befinden sich folgende Informationen:
- Lage: die Adresse des Baudenkmales und die geographischen Koordinaten. Kartenansicht, um Koordinaten zu setzen. In der Kartenansicht sind Baudenkmale ohne Koordinaten mit einem roten Marker dargestellt und können in der Karte gesetzt werden. Baudenkmale ohne Bild sind mit einem blauen Marker gekennzeichnet, Baudenkmale mit Bild mit einem grünen Marker.
- Bezeichnung: Bezeichnung des Baudenkmales
- Beschreibung: die Beschreibung des Baudenkmales. Unter § 3 Abs. 2 NDSchG werden Einzeldenkmale und unter § 3 Abs. 3 NDSchG Gruppen baulicher Anlagen und deren Bestandteile ausgewiesen.
- ID: die Objekt-ID des Baudenkmales
- Bild: ein Bild des Baudenkmales, ggf. zusätzlich mit einem Link zu weiteren Fotos des Baudenkmals im Medienarchiv Wikimedia Commons. Wenn man auf das Kamerasymbol klickt, können Fotos zu Baudenkmalen aus dieser Liste hochgeladen werden:

## Nortrup

### Gruppe: Hofanlage Bruns-Wolthaus
Die Gruppe „Hofanlage Bruns-Wolthaus“ bestand aus einem dreiseitigen Wirtschaftshof mit einem alten Eichenbestand. Die Gruppe hatte die ID 45032220. Mehrere Gebäude wurden zwischenzeitlich beseitigt.

| Lage                                          | Bezeichnung              | Beschreibung | ID       | Bild |
| --------------------------------------------- | ------------------------ | --- | -------- | ---- |
| Menslager Straße 1 52° 38′ 7″ N, 7° 51′ 23″ O | Wohn-/Wirtschaftsgebäude | Das Zweiständer-Hallenhaus wurde 1852 errichtet. Der Wirtschaftsgiebel kragt dreifach, der Wohngiebel zweifach vor.                                 | 45032320 | BW   |
| Menslager Straße 1 52° 38′ 7″ N, 7° 51′ 25″ O | Scheune                  | Die 1773 errichtete Fachwerkscheune mit später eingefügter Längsdurchfahrt wurde 2016 auf Grund des Zustands aus dem Denkmalverzeichnis gestrichen. | 45032243 | BW   |

### Gruppe: Hof Lübke-Wolthaus
Die Gruppe „Hofanlage Lübke-Wolthaus“ besteht aus mehreren Gebäuden des 19. Jahrhunderts. Die Gruppe hat die ID 45633710. 

| Lage                                           | Bezeichnung              | Beschreibung | ID       | Bild |
| ---------------------------------------------- | ------------------------ | --- | -------- | ---- |
| Menslager Straße 2 52° 38′ 14″ N, 7° 51′ 11″ O | Wohn-/Wirtschaftsgebäude | 1754 errichtetes Zweiständer-Hallenhaus unter einem Satteldach, das 1964 nach einem Brand erneuert wurde. Wohn- und Wirtschaftsgiebel kragen jeweils dreifach vor. | 45633770 | BW   |
| Menslager Straße 2 52° 38′ 14″ N, 7° 51′ 8″ O  | Scheune                  | Die 1851 errichtete Fachwerkscheune mit Querdurchfahrt unter einem Satteldach hat einen Stallanbau.                                                                | 45633902 | BW   |
| Menslager Straße 2 52° 38′ 15″ N, 7° 51′ 9″ O  | Scheune                  | Die Wandständerscheune zeigt zwei Quereinfahrten. Womöglich wurde diese durch einen Neubau ersetzt                                                                 | 45633934 | BW   |
| Menslager Straße 2 52° 38′ 13″ N, 7° 51′ 10″ O | Stall                    | Der Fachwerkstall steht unter einem Satteldach | 45633838 | BW   |
| Menslager Straße 2 52° 38′ 14″ N, 7° 51′ 12″ O | Speicher                 | Mitte des 18. Jahrhunderts errichteter zweigeschossiger Fachwerkspeicher                                                                                           | 45633871 | BW   |

### Gruppe: Hof Velmelage
Die Gruppe „Hof Velmelage“ besteht aus mehreren Gebäuden des 18. Jahrhunderts. Die Gruppe hat die ID 45633985. 

| Lage                                           | Bezeichnung              | Beschreibung | ID       | Bild |
| ---------------------------------------------- | ------------------------ | --- | -------- | ---- |
| Menslager Straße 10 52° 37′ 39″ N, 7° 51′ 2″ O | Wohn-/Wirtschaftsgebäude | 1730 errichtetes Zweiständer-Hallenhaus unter einem Satteldach. Der Wirtschaftsgiebel kragt dreifach, der Wohngiebel kragt zweifach vor. | 45634160 | BW   |
| Menslager Straße 10 52° 37′ 40″ N, 7° 51′ 4″ O | Scheune                  | 1769 errichtete Fachwerkscheune mit zwei Querdurchfahrten (eine nachträglich hinzugefügt) unter einem Satteldach.                        | 45635325 | BW   |
| Menslager Straße 10 52° 37′ 39″ N, 7° 51′ 3″ O | Stall                    | Massives Ziegelgebäude unter einem Satteldach                                                                                            | 45635378 | BW   |
| Menslager Straße 10 52° 37′ 40″ N, 7° 51′ 1″ O | Stall                    | Fachwerkstall unter einem Satteldach | 45635224 | BW   |
| Menslager Straße 10 52° 37′ 40″ N, 7° 51′ 0″ O | Backhaus                 | Als Schuppen genutztes eingeschossiges Fachwerkgebäude (wohl früheres Backhaus)                                                          | 45635250 | BW   |
| Menslager Straße 10 52° 37′ 41″ N, 7° 51′ 1″ O | Backhaus                 | Eingeschossiges Fachwerkgebäude, dessen außen angebauter Backofen mittlerweile entfernt wurde.                                           | 45635274 | BW   |
| Menslager Straße 10 52° 37′ 38″ N, 7° 51′ 1″ O | Speicher                 | 1687 errichteter anderthalbgeschossiger Fachwerkspeicher.                                                                                | 45635299 | BW   |
| Menslager Straße 10 52° 37′ 39″ N, 7° 51′ 3″ O | Wagenschauer / Remise    | Wandständergebäude mit vier Quereinfahrten unter einem Satteldach                                                                        | 45635353 | BW   |
| Menslager Straße 10 52° 37′ 40″ N, 7° 51′ 3″ O | Maschinenhalle           | Mit einem Holzgerüst errichtete Halle für Maschinen.                                                                                     | 45635402 | BW   |

### Gruppe: Hof Wrocklage
Die Gruppe „Hof Wrocklage“ besteht aus mehreren Gebäuden des 18., 19. und 20. Jahrhunderts. Die Gruppe hat die ID 45666016. 

| Lage                                      | Bezeichnung              | Beschreibung | ID       | Bild |
| ----------------------------------------- | ------------------------ | --- | -------- | ---- |
| Brömsstraße 6 52° 37′ 32″ N, 7° 50′ 38″ O | Wohn-/Wirtschaftsgebäude | 1779 errichtetes Zweiständer-Hallenhaus unter einem Satteldach. Wohn- und Wirtschaftsgiebel kragen jeweils vierfach vor. Umbauten erfolgten in den 1920er Jahren.        | 45566303 | BW   |
| Brömsstraße 6 52° 37′ 34″ N, 7° 50′ 35″ O | Scheune                  | 1813 errichtete Fachwerkscheune mit zwei Querdurchfahrten unter einem Satteldach.                                                                                        | 45628521 | BW   |
| Brömsstraße 6 52° 37′ 34″ N, 7° 50′ 36″ O | Wagenschauer/Remise      | Der Wagenschauer aus Fachwerk und unter einem Satteldach wurde mit sieben Querdurchfahrten errichtet, davon einer mittigen Durchfahrt mit Zwerchgiebel zu beiden Seiten. | 45628667 | BW   |
| Brömsstraße 6 52° 37′ 34″ N, 7° 50′ 37″ O | Stall                    | Der Fachwerkstall unter einem Satteldach wurde durch einen weiteren Fachwerkanbau im Norden ergänzt.                                                                     | 45628730 | BW   |
| Brömsstraße 6 52° 37′ 31″ N, 7° 50′ 37″ O | Backhaus                 | Das 1682 errichtete anderthalbgeschossige Fachwerkgebäude unter einem Satteldach wurde beseitigt.                                                                        | 45566533 | BW   |

### Gruppe: Hof Möhlmann
Die Gruppe „Hof Möhlmann“ besteht aus mehreren Gebäuden des 18. Jahrhunderts, die um 1900 erneuert wurden. Die Gruppe hat die ID 39604782. 

| Lage                                        | Bezeichnung              | Beschreibung                                                                                 | ID       | Bild |
| ------------------------------------------- | ------------------------ | -------------------------------------------------------------------------------------------- | -------- | ---- |
| Dahlorter Weg 1 52° 36′ 39″ N, 7° 52′ 47″ O | Wohn-/Wirtschaftsgebäude | 1723 errichtetes Zweiständer-Hallenhaus unter einem Satteldach. Veränderungen 1880 und 1900. | 39604798 | BW   |
| Dahlorter Weg 1 52° 36′ 40″ N, 7° 52′ 48″ O | Scheune                  | 1779 errichtete Fachwerkscheune.                                                             | 39604818 | BW   |
| Dahlorter Weg 1 52° 36′ 40″ N, 7° 52′ 48″ O | Scheune                  | 1893 errichtete Fachwerkscheune.                                                             | 39604836 | BW   |
| Dahlorter Weg 1 52° 36′ 40″ N, 7° 52′ 47″ O | Stall                    | Um 1900 errichteter Fachwerkstall                                                            | 39604875 | BW   |
| Dahlorter Weg 1 52° 36′ 39″ N, 7° 52′ 48″ O | Stall                    | Ende des 19. Jahrhunderts errichteter Fachwerkstall.                                         | 39604897 | BW   |
| Dahlorter Weg 1 52° 36′ 40″ N, 7° 52′ 47″ O | Stall                    | Fachwerkstall.                                                                               | 39604916 | BW   |
| Dahlorter Weg 1 52° 36′ 40″ N, 7° 52′ 45″ O | Backhaus                 | 1724 errichtetes eingeschossiges Fachwerkgebäude. Der Backofen ist nicht mehr vorhanden.     | 39604855 | BW   |

### Gruppe: Hof Diersing
Die Gruppe „Hof Diersing“ besteht aus der dreiseitigen Hofanlage mit mehreren Gebäuden, die um 1890 herum entstanden sind. Die Gruppe hat die ID 45636120.

| Lage                                        | Bezeichnung              | Beschreibung | ID       | Bild |
| ------------------------------------------- | ------------------------ | --- | -------- | ---- |
| Mittelstraße 22 52° 36′ 30″ N, 7° 52′ 11″ O | Wohn-/Wirtschaftsgebäude | 1709 errichtetes Zweiständer-Hallenhaus unter einem Satteldach. Der Wirtschaftsgiebel kragt dreifach vor. 1881 bzw. 1884 wurde das Gebäude erweitert. | 45636175 | BW   |
| Mittelstraße 22 52° 36′ 31″ N, 7° 52′ 11″ O | Scheune                  | 1887 errichtete Fachwerkscheune mit zwei Querdurchfahrten unter einem Satteldach.                                                                     | 45636561 | BW   |
| Mittelstraße 22 52° 36′ 29″ N, 7° 52′ 10″ O | Stall                    | Der Stall ist als Ziegelgebäude unter einem Satteldach ausgeführt worden.                                                                             | 45636457 | BW   |
| Mittelstraße 22 52° 36′ 29″ N, 7° 52′ 11″ O | Speicher                 | Um 1800 wurde der zweigeschossige Fachwerkspeicher unter einem Satteldach errichtet.                                                                  | 45636402 | BW   |
| Mittelstraße 22 52° 36′ 30″ N, 7° 52′ 9″ O  | Backhaus                 | Das 1737 errichtete anderthalbgeschossige Fachwerkgebäude unter einem Satteldach wurde zu einem Schuppen umgebaut und der Backofen später entfernt.   | 45636532 | BW   |
| Mittelstraße 22 52° 36′ 30″ N, 7° 52′ 9″ O  | Wagenschauer             | Der Wagenschauer ist ein einfaches Fachwerkgerüst unter einem Satteldach.                                                                             | 45636491 | BW   |
| Mittelstraße 22 52° 36′ 31″ N, 7° 52′ 13″ O | Wagenschauer             | Der Wagenschauer ist als Backsteingebäude unter einem Pultdach mit einem Vordach errichtet.                                                           | 4563     | BW   |
| Mittelstraße 22 52° 36′ 32″ N, 7° 52′ 12″ O | Wagenschauer             | Der Wagenschauer ist als Backsteingebäude unter einem Pultdach errichtet.                                                                             | 45636632 | BW   |

### Gruppe: Hof Wolthaus
Die Gruppe „Hof Wolthaus“ besteht aus einer ursprünglich vierseitigen Hofanlage mit Gebäuden des 18. Jahrhunderts. Die Gruppe hat die ID 45540568.

| Lage                                     | Bezeichnung              | Beschreibung                                                                                                 | ID       | Bild |
| ---------------------------------------- | ------------------------ | --- | -------- | ---- |
| Wolthausen 2 52° 38′ 17″ N, 7° 51′ 25″ O | Wohn-/Wirtschaftsgebäude | 1752 errichtetes Zweiständer-Hallenhaus unter einem Satteldach. Der Wirtschaftsgiebel kragt vierfach vor.    | 45629794 | BW   |
| Wolthausen 2 52° 38′ 18″ N, 7° 51′ 25″ O | Scheune                  | 1750 errichtete Fachwerkscheune mit Querdurchfahrt und Stall unter einem Satteldach.                         | 45629874 | BW   |
| Wolthausen 2 52° 38′ 17″ N, 7° 51′ 24″ O | Stall                    | 1750 errichtete Fachwerkscheune mit Querdurchfahrt und Stall unter einem Satteldach.                         | 45629836 | BW   |
| Wolthausen 2 52° 38′ 15″ N, 7° 51′ 28″ O | Backhaus                 | 1835 errichtetes anderthalbgeschossiges Fachwerkgebäude unter einem Satteldach. Der Backofen wurde entfernt. | 45629929 | BW   |
| Wolthausen 2 52° 38′ 17″ N, 7° 51′ 26″ O | Wagenschauer             | Der Wagenschauer ist als Wandständergebäude mit fünf Quereinfahrten errichtet.                               | 45629903 | BW   |

### Einzeldenkmale
| Lage                                        | Bezeichnung              | Beschreibung | ID       | Bild           |
| ------------------------------------------- | ------------------------ | --- | -------- | -------------- |
| Kirchstraße 52° 36′ 3″ N, 7° 52′ 49″ O      | Kirche                   | Die katholische Kirche St. Aloysius Gonzaga wurde 1911 bis 1912 nach den Entwürfen des Architekten Feldwisch-Dentrup mit einem Querhaus, der den früheren Chor des Vorgängergebäudes trägt, und einem Turm errichtet. Die Orgel von 1926 wurde 1962 umgebaut. | 46313365 | Weitere Bilder |
| Farwickstraße 1 52° 35′ 58″ N, 7° 52′ 24″ O | Wohn-/Wirtschaftsgebäude | 1793 wurde das Vierständer-Hallenhaus auf dem Hof Möhlmann-Beekebrügge unter einem Satteldach mit jeweils zweifach vorkragendem Wohn- und Wirtschaftsgiebel errichtet.                                                                                        | 45566357 | BW             |
| Am Eickhoff 1 52° 37′ 0″ N, 7° 52′ 7″ O     | Wohn-/Wirtschaftsgebäude | Das Zweiständer-Hallenhaus wurde 1746 unter einem Satteldach errichtet und im 19. Jahrhundert erneuert. Es handelt sich um einen ehemaligen Pachthof des Guts Loxten. Es wurde für das Kutschenmuseum Gartmann genutzt.                                       | 39627031 | BW             |
| Greßwinkel 5 52° 37′ 51″ N, 7° 50′ 21″ O    | Wohn-/Wirtschaftsgebäude | 1814 auf dem Hof Gräßwinkel errichtetes Zweiständer-Hallenhaus unter einem Satteldach ohne Vorkragung der Giebel. | 45566495 | BW             |
| Hauptstraße 17 52° 37′ 1″ N, 7° 51′ 34″ O   | Wohn-/Wirtschaftsgebäude | Das 1880 als Heuerhaus des Hofs Diersing errichtete Zweiständer-Hallenhaus unter einem Satteldach zeigt keine vorkragenden Giebel. | 45539798 | BW             |
| Lindenweg 8 52° 36′ 8″ N, 7° 52′ 17″ O      | Wohn-/Wirtschaftsgebäude | 1774 auf dem Hof Brüggemann errichtetes Zweiständer-Hallenhaus unter einem Satteldach mit jeweils zweifach vorkragendem Wohn- und Wirtschaftsgiebel. | 35475866 | BW             |
| Merschstrich 4 52° 36′ 48″ N, 7° 51′ 53″ O  | Wohn-/Wirtschaftsgebäude | 1779 errichtetes Zweiständer-Hallenhaus des Hofes Dallmann unter einem Satteldach, dessen Wirtschaftsgiebel dreifach, der Wohngiebel zweifach vorkragt. | 45635427 | BW             |

### Ehemalige Gruppe: Hof Neßlage
Die Gruppe „Hof Neßlage“ ist eine dreiseitige Hofanlage aus dem 19. Jahrhundert. Nach einer Überprüfung wurde die Gruppe wegen der Veränderungen aus dem Denkmalverzeichnis 1986 gestrichen. Die Gruppe hatte die ID 45635766.

| Lage                                       | Bezeichnung              | Beschreibung | ID       | Bild |
| ------------------------------------------ | ------------------------ | --- | -------- | ---- |
| Merschstrich 2 52° 36′ 48″ N, 7° 51′ 48″ O | Wohn-/Wirtschaftsgebäude | 1862 errichtetes Zweiständer-Hallenhaus unter einem Satteldach. Der Wirtschaftsgiebel kragt dreifach, der Wohngiebel kragt zweifach vor. | 45635786 | BW   |
| Merschstrich 2 52° 36′ 48″ N, 7° 51′ 46″ O | Scheune                  | Die Fachwerkscheune hat eine Querdurchfahrt und drei Quereinfahrten unter einem Satteldach.                                              | 45635849 | BW   |
| Merschstrich 2 52° 36′ 47″ N, 7° 51′ 47″ O | Stall                    | Der Fachwerkstall ist ein Wandständergebäude.                                                                                            | 45635885 | BW   |
| Merschstrich 2 52° 36′ 47″ N, 7° 51′ 46″ O | Stall                    | Der Stall ist als massives Gebäude ausgestaltet.                                                                                         | 45635911 | BW   |

### Ehemalige Baudenkmale
| Lage                                              | Bezeichnung              | Beschreibung | ID       | Bild |
| ------------------------------------------------- | ------------------------ | --- | -------- | ---- |
| Dahlorter Weg 2 52° 36′ 57″ N, 7° 52′ 54″ O       | Hofanlage                | Die Hofanlage Bergfeld/Schulte zu Nortrup (heute: Buhr) besteht seit spätestens dem Ende des 19. Jahrhunderts mit einem Wohn-/Wirtschaftsgebäude, zwei Ställen und einem Wagenschauer. Durch Umbauten wurde die Hofanlage seit 1982 nicht mehr im Denkmalverzeichnis geführt.                                 | 46310748 | BW   |
| Farwickstraße 2 52° 35′ 57″ N, 7° 52′ 31″ O       | Wohnhaus                 | An das Zweiständer-Hallenhaus unter einem Satteldach wurden kleinere Ställe angebaut. Wegen der Veränderungen wurde es 1982 nicht mehr im Denkmalverzeichnis geführt. | 46312326 | BW   |
| Hauptstraße 11, 13, 15 52° 37′ 2″ N, 7° 51′ 37″ O | Fabrik                   | Die viergeschossige Kartonagefabrik Delkeskamp unter einem Sheddach wurde in Backsteinbauweise errichtet und später durch einen Betonneubau ersetzt. Seit 1982 ist das Objekt daher nicht mehr im Denkmalverzeichnis.                                                                                         | 46313315 | BW   |
| Hauptstraße 52° 37′ 9″ N, 7° 51′ 30″ O            | Wohnhaus                 | Die zwischen 1900 und 1910 errichtete anderthalbgeschossige Villa aus Ziegeln mit Zwerchhaus und unter einem Halbwalmdach wurde abgebrochen und 2018 aus dem Denkmalverzeichnis gestrichen. | 46313291 | BW   |
| Hauptstraße 52° 37′ 12″ N, 7° 51′ 34″ O           | Gasthaus                 | Um 1900 wurde hier das Gasthaus Theile, später Rietbrock, als zweigeschossiges Backsteingebäude mit Saalanbau unter einem Satteldach errichtet. Wegen der Veränderungen wurde das Gebäude 1986 aus dem Denkmalverzeichnis gestrichen.                                                                         | 46313269 | BW   |
| Hauptstraße 34 52° 36′ 47″ N, 7° 51′ 34″ O        | Hofanlage                | Die Hofanlage Wellmann, vormals Landwehr, besteht aus einem Wohn-/Wirtschaftsgebäude von 1880, das hierher aus Druchhorn versetzt wurde, sowie zwei Ställen und zwei Schuppen. Wegen der Umbauten wurde die Hofanlage 1982 aus dem Denkmalverzeichnis gestrichen.                                             | 46312050 | BW   |
| Kirchstraße 23 52° 35′ 58″ N, 7° 52′ 50″ O        | Wohnhaus                 | Das 1894 errichtete eingeschossige (ehemalige) Pfarrhaus mit Drempel und Zwerchhaus und unter einem Satteldach wurde 1986 wegen der Veränderungen nicht mehr im Denkmalverzeichnis geführt. | 35495838 | BW   |
| Menslager Straße 5 52° 37′ 20″ N, 7° 51′ 27″ O    | Hofanlage                | Das Wohn-/Wirtschaftsgebäude der Hofanlage Auf dem Felde wurde 1783 errichtet, an den 1970 ein Anbau erfolgte. Ein weiterer Stall, ein Wagenschauer und ein Fachwerkschuppen finden sich auf der Anlage. Wegen der Umbauten wurde die Hofanlage 1982 aus dem Denkmalverzeichnis gestrichen.                   | 46311362 | BW   |
| Menslager Straße 14 52° 37′ 18″ N, 7° 51′ 27″ O   | Wohnhaus                 | Um 1900 errichtetes anderthalbgeschossiges Postgebäude aus Backstein und unter einem Satteldach mit Seitenrisalit unter einem Satteldach, später zum Wohnhaus (Villa Pioch) umgebaut. In den 1990er Jahren beseitigt und aus dem Denkmalverzeichnis gestrichen.                                               | 45633479 | BW   |
| Merschstrich 5/7 52° 37′ 2″ N, 7° 51′ 55″ O       | Wohn-/Wirtschaftsgebäude | 1823 als Doppelheuerhaus errichtetes Zweiständer-Hallenhaus unter einem Satteldach. Das Gebäude wurde wegen der Veränderungen aus dem Denkmalverzeichnis gestrichen. | 46312974 | BW   |
| Merschstrich 6/8 52° 36′ 51″ N, 7° 51′ 50″ O      | Hofanlage                | Die Hofanlage Geers besteht wenigstens seit Beginn des 18. Jahrhunderts. Das Wohn-/Wirtschaftsgebäude konnte auf 1705 datiert werden und wurde 1889 umgebaut. Ein weiteres Wohnhaus und zwei Ställe ergänzen die Hofanlage. Durch Umbauten wurde die Hofanlage 1982 nicht mehr im Denkmalverzeichnis geführt. | 46312646 | BW   |
| Merschstrich 12 52° 36′ 58″ N, 7° 52′ 4″ O        | Hofanlage                | Die Hofanlage Nehrenhaus besteht aus dem Wohn-/Wirtschaftsgebäude von 1745 (mit Umbauten aus den 1960er und 1970er Jahren) sowie Scheune, Stall und Maschinenhalle. Wegen der Umbauten wurde die Hofanlage seit 1986 nicht mehr im Denkmalverzeichnis geführt.                                                | 46312771 | BW   |
| Mittelstraße 27 52° 36′ 39″ N, 7° 53′ 5″ O        | Hofanlage                | Die Hofanlage Mailing besteht aus dem Wohn-/Wirtschaftsgebäude aus dem 19. Jahrhundert, einer Scheune aus dem 18. Jahrhundert sowie drei Ställen. Wegen der Umbauten wurde die Hofanlage ab 1986 nicht mehr im Denkmalverzeichnis geführt.                                                                    | 46310917 | BW   |
| Voßhammweg 7 52° 36′ 55″ N, 7° 51′ 13″ O          | Hofanlage                | Der bereits im 17. Jahrhundert bestehende Hof Hammermann besteht aus dem Wohn-/Wirtschaftsgebäude von 1869 (Umbau 1954), vier Ställen, einem Wagenschauer und einem Backhaus von 1663 (Umbau 1923). Wegen der Veränderungen wurde die Hofanlage 1982 nicht mehr im Denkmalverzeichnis geführt.                | 46313234 | BW   |

## Loxten

### Gruppe: Gut Loxten
Die Gruppe „Gut Loxten“ umfasst die baulichen Anlagen und Reste der früheren Wasserburg, die den Herren von Dinklage gehörte. Sie wurde 1682 an die Familie von Hammerstein veräußert. Von 1691 bis 1698 erfolgte der Neubau der schlossähnlichen Anlage mi dem Herrenhaus innerhalb der Graft. Die Gruppe hat die ID 41320947.

| Lage                                                      | Bezeichnung         | Beschreibung | ID       | Bild |
| --------------------------------------------------------- | ------------------- | --- | -------- | ---- |
| Ankumer Straße 7 52° 35′ 35″ N, 7° 52′ 12″ O              | Herrenhaus          | Das Schloss Loxten wurde als Backsteingebäude mit Mittelrisalit dreigeschossig zwischen 1691 und 1698 unter einem Walmdach errichtet.                                                   | 35475988 |      |
| Ankumer Straße 7 52° 35′ 34″ N, 7° 52′ 13″ O              | Stall               | Backsteinstall unter einem Zeltdach | 35475948 | BW   |
| Ankumer Straße 7 52° 35′ 36″ N, 7° 52′ 10″ O              | Pavillon            | Fünfeckiges eingeschossiges Backsteingebäude unter einem Zeltdach | 35475928 | BW   |
| Ankumer Straße 7 52° 35′ 36″ N, 7° 52′ 13″ O              | Pavillon            | Fünfeckiges eingeschossiges Backsteingebäude unter einem Zeltdach | 45540386 | BW   |
| Ankumer Straße 7 52° 35′ 36″ N, 7° 52′ 12″ O              | Brücke              | Die nördliche Zuwegung über die Graft ist als Holzbrücke auf Stahlkonstruktion errichtet worden.                                                                                        | 35475886 | BW   |
| Ankumer Straße 7 52° 35′ 34″ N, 7° 52′ 11″ O              | Brücke              | Die südliche Zuwegung ist die Hauptzufahrt | 35475886 | BW   |
| Ankumer Straße 7 52° 35′ 35″ N, 7° 52′ 14″ O              | Graft               | Die im 17. Jahrhundert angelegte Graft wird jeweils von einer Mauer eingefasst. | 45540613 | BW   |
| Ankumer Straße 7 52° 35′ 37″ N, 7° 52′ 13″ O              | Park                | Der Ende des 18. Jahrhunderts angelegte Landschaftspark zeigt einen großen Teich mit alten Eichen, Platanen und Sommerlinden. Im Park findet sich ein Erbbegräbnis.                     | 45540637 | BW   |
| Ankumer Straße 7 52° 35′ 31″ N, 7° 52′ 15″ O              | Stall               | Rinderstall im südlichen Teil der Gutsanlage | 45565575 | BW   |
| Ankumer Straße 7 52° 35′ 35″ N, 7° 52′ 10″ O              | Stall               | Stallanlage südwestlich des Herrenhauses | 35475968 | BW   |
| Ankumer Straße 7 52° 35′ 30″ N, 7° 52′ 12″ O              | Scheune             | Scheune im südlichen Teil der Gutsanlage | 45565601 | BW   |
| Ankumer Straße 7 52° 35′ 31″ N, 7° 52′ 12″ O              | Wagenschauer/Remise | Der Wagenschauer findet sich im südlichen Teil der Gutsanlage. | 45565671 | BW   |
| Ankumer Straße 7 52° 35′ 31″ N, 7° 52′ 12″ O              | Wagenschauer/Remise | Der Wagenschauer findet sich im südlichen Teil der Gutsanlage. | 45565671 | BW   |
| Ankumer Straße 7 52° 35′ 33″ N, 7° 52′ 16″ O              | Stall               | Der Stall befindet sich am südlichen Ufer des Mühlenteichs. | 45565703 | BW   |
| Ankumer Straße 7 52° 35′ 33″ N, 7° 52′ 10″ O              | Wohnhaus            | Das Wohnhaus des Pächters wurde in der Vorburg errichtet. | 45565727 | BW   |
| Ankumer Straße 7 52° 35′ 33″ N, 7° 52′ 10″ O              | Stall               | An das Wohnhaus des Pächters ist ein Stall angebaut. | 45565753 | BW   |
| Ankumer Straße 7 52° 35′ 34″ N, 7° 52′ 10″ O              | Wohnhaus            | Der südwestliche Eckturm unter einem Zeltdach ist als Wohngebäude errichtet worden. | 45565780 | BW   |
| Ankumer Straße 7 52° 35′ 34″ N, 7° 52′ 13″ O              | Wohnhaus            | Der südöstliche Eckturm unter einem Zeltdach ist als Wohngebäude errichtet worden. | 45565799 | BW   |
| Ankumer Straße / Mühlenstraße 52° 35′ 35″ N, 7° 52′ 16″ O | Teich               | Der Mühlenteich dient als Wasserreservoir für die Graft des Gutes und für die Alte Mühle.                                                                                               | 45565828 | BW   |
| Ankumer Straße / Mühlenstraße 52° 35′ 32″ N, 7° 52′ 22″ O | Teiche              | Südöstlich des Mühlenteichs getrennt vom Reitbach finden sich drei weitere Teiche. | 45565828 | BW   |
| Mühlenstraße 52° 35′ 37″ N, 7° 52′ 18″ O                  | Mühle               | 1908 wurde die Wassermühle anstelle des abgebrannten Vorgängergebäudes von 1786 als anderthalbgeschossiges Gebäude mit Drempelgeschoss und Zwerchhaus unter einem Satteldach errichtet. | 45565986 | BW   |
| Mühlenstraße 52° 35′ 37″ N, 7° 52′ 19″ O                  | Wehr                | Das Stauwehr dient dem Betrieb der Wassermühle | 45566161 | BW   |
| Mühlenstraße 52° 35′ 38″ N, 7° 52′ 19″ O                  | Graben              | Der durch den Reitbach gespeiste Mühlgraben dient der Wasserzufuhr zur Mühle. | 45566105 | BW   |

### Gruppe: Kirche Loxten
Die Gruppe „Kirche Loxten“ umfasst neben der evangelisch-lutherischen Kirche das Pfarrhaus und den Kirch-/Friedhof. Die nach den Entwürfen von Conrad Wilhelm Hase errichtete Dorotheenkirche geht auf die Gemahlin des Eigentümers des Guts Loxten, Dorothea von Hammerstein-Loxten, geborene von Rössing, zurück, die 1841 die evangelisch-lutherische Kirchengemeinde gründete. Eigentlich lag zunächst 1854 ein Entwurf von Rudolf Stüve vor, der aber wegen der ursprünglichen Standortfrage nicht realisiert wurde. Die Dorotheenkirche ist nahezu baugleich zu der evangelisch-reformierten Kirche in Baccum. Die Gruppe hat die ID 45565641.

| Lage                                        | Bezeichnung | Beschreibung | ID       | Bild |
| ------------------------------------------- | ----------- | --- | -------- | ---- |
| Ankumer Straße 2 52° 35′ 51″ N, 7° 52′ 8″ O | Kirche      | Die neogotische Dorotheenkirche zeigt mit der etwas früher errichteten evangelisch-reformierten Kirche die Gestalt eines neuen Kirchtypus. Zum einschiffigen Langhaus (Saalkirche) steht ein Querhaus und der Westturm auf dem Chor. Die Orgel wurde 1903 und 1961 erneuert. | 45565621 |      |
| Ankumer Straße 4 52° 35′ 48″ N, 7° 52′ 9″ O | Wohnhaus    | Das Pfarrhaus ist eine eingeschossiges Backsteingebäude mit einem Drempelgeschoss und einem Mittelrisalit unter einem Satteldach. | 45565641 | BW   |
| Ankumer Straße 2 52° 35′ 51″ N, 7° 52′ 4″ O | Kirchhof    | Mit einem kleinen Baumbestand versehen wird der 1858 angelegte Kirchhof durch rechtwinklige Wege erschlossen, an dem sich Grabmäler aufreihen. Gräber von gefallenen Soldaten des Ersten und des Zweiten Weltkriegs befinden sich an der Kirche.                             | 45565664 | BW   |

### Einzeldenkmale
| Lage                                              | Bezeichnung | Beschreibung | ID       | Bild |
| ------------------------------------------------- | ----------- | --- | -------- | ---- |
| Ankumer Straße 5 52° 35′ 44″ N, 7° 52′ 11″ O      | Wohnhaus    | Um 1900 errichtetes Doppelheuerhaus des Hofs Dobbelmann aus Backstein unter einem Satteldach. | 45565495 | BW   |
| Kettenkamper Straße 3 52° 35′ 41″ N, 7° 51′ 49″ O | Wohnhaus    | Im 17. Jahrhundert wurde das als Heuerhaus errichtete Zweiständer-Hallenhaus unter einem Satteldach gebaut. Weder Wohn- noch Wirtschaftsgiebel kragen vor. Ursprünglich gehörte das Heuerhaus zum Gut Loxten. | 41618632 | BW   |

### Ehemaliges Baudenkmal
| Lage                                        | Bezeichnung | Beschreibung | ID       | Bild |
| ------------------------------------------- | ----------- | --- | -------- | ---- |
| Windmühlenweg 1 52° 35′ 40″ N, 7° 51′ 44″ O | Wohnhaus    | Das 1718 als Heuerhaus errichtete Zweiständer-Hallenhaus unter einem Satteldach wurde 1762 und im 19. Jahrhundert verändert. Das Gebäude wurde um 2020 abgebrochen und aus dem Denkmalverzeichnis gestrichen. | 36849218 | BW   |

## Suttrup

### Gruppe: Hof Blome
Die Gruppe „Hof Blome“ ist eine Hofanlage aus den Anfängen des 19. Jahrhunderts mit altem Baumbestand. Die Gruppe hat die ID 45540374.

| Lage                                           | Bezeichnung              | Beschreibung | ID       | Bild |
| ---------------------------------------------- | ------------------------ | --- | -------- | ---- |
| Hardelager Straße 2 52° 36′ 2″ N, 7° 53′ 45″ O | Wohn-/Wirtschaftsgebäude | Das 1803 errichtete Zweiständer-Hallenhaus unter einem Satteldach kragt mit seinem Wirtschaftsgiebel dreifach und mit dem Wohngiebel zweifach vor. Heute als Gaststätte genutzt. | 45565495 | BW   |
| Hardelager Straße 2 52° 36′ 1″ N, 7° 53′ 47″ O | Scheune                  | Die vermutlich 1800 errichtete Fachwerkscheune mit zwei Querdurchfahrten steht unter einem Satteldach.                                                                           | 45544211 | BW   |
| Hardelager Straße 2 52° 36′ 2″ N, 7° 53′ 46″ O | Stall                    | Der Anfang des 19. Jahrhunderts errichtete Fachwerkstall steht unter einem Satteldach.                                                                                           | 45544124 | BW   |

### Einzeldenkmale
| Lage                                                         | Bezeichnung              | Beschreibung | ID       | Bild |
| ------------------------------------------------------------ | ------------------------ | --- | -------- | ---- |
| Haller Straße 2 52° 36′ 26″ N, 7° 53′ 28″ O                  | Scheune                  | 1787 wurde die Fachwerkscheune mit zwei Querdurchfahrten unter einem Satteldach auf dem Hof Krümberg errichtet.      | 39246964 | BW   |
| Haller Straße 3 52° 36′ 25″ N, 7° 53′ 35″ O                  | Wohn-/Wirtschaftsgebäude | 1860/1861 wurde das Vierständer-Hallenhaus auf dem Hof Hülefeld errichtet. Der Wirtschaftsgiebel kragt dreifach vor. | 39627122 | BW   |
| Hardelager Straße / Haller Straße 52° 36′ 4″ N, 7° 53′ 13″ O | Wegekapelle              | Ende des 19. Jahrhunderts errichtete neoromanische Backsteinkapelle mit Pietà                                        | 45540137 | BW   |
| Jagdstraße 7 52° 35′ 40″ N, 7° 53′ 31″ O                     | Wohn-/Wirtschaftsgebäude | Das Zweiständer-Hallenhaus unter einem Satteldach auf dem Hof Klümke wurde 1767 errichtet.                           | 45540102 | BW   |

### Ehemalige Gruppe: Hof Pohl
Die ehemalige Gruppe „Hof Pohl“ wurde Mitte des 19. Jahrhunderts errichtet bestand aus Wohn-/Wirtschaftsgebäude, Scheune und Stall sowie einem alten Eichenbestand. 1986 wurde die Gruppe wegen der Veränderungen gestrichen. Sie hatte die ID 4556079.

| Lage                                           | Bezeichnung              | Beschreibung                                                                         | ID       | Bild |
| ---------------------------------------------- | ------------------------ | ------------------------------------------------------------------------------------ | -------- | ---- |
| Hardelager Straße 1 52° 36′ 4″ N, 7° 53′ 40″ O | Wohn-/Wirtschaftsgebäude | 1852 wurde das Zweiständer-Hallenhaus unter einem Satteldach errichtet.              | 39627169 | BW   |
| Hardelager Straße 1 52° 36′ 5″ N, 7° 53′ 42″ O | Scheune                  | Die Scheune wurde als Neubau schon nicht mehr als Denkmal geführt.                   | 39627221 | BW   |
| Hardelager Straße 1 52° 36′ 5″ N, 7° 53′ 41″ O | Stall                    | Der Fachwerkstall wurde Mitte des 19. Jahrhunderts unter einem Satteldach errichtet. | 39627198 | BW   |

### Ehemalige Baudenkmale
| Lage                                         | Bezeichnung              | Beschreibung | ID       | Bild |
| -------------------------------------------- | ------------------------ | --- | -------- | ---- |
| Hagenmerschweg 2 52° 37′ 11″ N, 7° 54′ 41″ O | Wohn-/Wirtschaftsgebäude | Das Zweiständer-Hallenhaus wurde 1830 unter einem Satteldach errichtet. Wegen der umfangreichen Veränderungen wurde das Gebäude aus dem Verzeichnis der Denkmale gestrichen. | 45566198 | BW   |
| Haller Straße 9 52° 35′ 51″ N, 7° 53′ 9″ O   | Wohn-/Wirtschaftsgebäude | 1840 wurde das Zweiständer-Hallenhaus auf dem Hof Ploges unter einem Satteldach errichtet. Der Wirtschaftsgiebel kragt dreifach, der Wohngiebel zweifach vor. 1968 wurde das Gebäude umfassend umgebaut. Durch die Veränderungen wurde das Gebäude 2013 aus dem Denkmalverzeichnis gestrichen. | 45540314 | BW   |
| Haller Straße 5 52° 36′ 16″ N, 7° 53′ 27″ O  | Hofanlage                | Die Hofanlage Hallermann (heute: Pieper/Drehsing) besteht aus dem 1794 errichteten Wohn-/Wirtschaftsgebäude, einem Wohnhaus, zwei Scheunen, drei Ställen und einem Wagenschauer. Wegen der Umbauten wurde die Anlage 1986 aus dem Denkmalverzeichnis gestrichen.                               | 46310194 | BW   |
| Haller Straße 12 52° 36′ 16″ N, 7° 53′ 27″ O | Scheune                  | Anfang des 18. Jahrhunderts auf dem Hof Eilermann errichtete Fachwerkscheune mit Querdurchfahrt (und Längsdurchfahrt) unter einem Satteldach. Die Scheune wurde zerstört und daher aus dem Denkmalverzeichnis gestrichen.                                                                      | 45566502 | BW   |
| Jagdstraße 1 52° 36′ 16″ N, 7° 54′ 6″ O      | Wegekreuz                | Holz-Kruzifix auf einem Natursteinsockel. Vermutlich hierher transloziert. Da die Bedeutung nicht mehr festgestellt werden konnte, wurde das Wegekreuz ab 1986 nicht mehr im Denkmalverzeichnis geführt.                                                                                       | 45540291 | BW   |
| Jagdstraße 2 52° 36′ 40″ N, 7° 54′ 18″ O     | Hofanlage                | Die Hofanlage Kortland besteht aus einem Wohn-/Wirtschaftsgebäude von 1819, das 1999 durch einen Brand zerstört wurde sowie Stall, Scheune und Wagenschauer. Wegen der Umbauten wurde die Anlage 1986 aus dem Denkmalverzeichnis gestrichen.                                                   | 46310115 | BW   |
| Jagdstraße 9 52° 35′ 35″ N, 7° 53′ 19″ O     | Wohn-/Wirtschaftsgebäude | Das Zweiständer-Hallenhaus unter einem Satteldach auf dem Hof Eilermann wurde als Heuerhaus 1744 errichtet. Der Wirtschaftsgiebel kragt zweifach vor. | 45621526 | BW   |